# Aristiliano Ramos
Aristiliano Laureno Ramos (Lages, 10 mai 1888 — ibidem, 17 juillet 1976) est un homme politique brésilien, administrateur de l'État de Santa Catarina de 1933 à 1935.
Aux élections de 1934, il perd son poste au profit de son cousin Nereu de Oliveira Ramos.